# Rojo como el cielo
Para la telenovela mexicana, véase Cielo rojo
Rosso come il cielo, (conocida como Rojo como el cielo, en Hispanoamérica) es una película italiana dirigida por Cristiano Bortone.
Fue estrenada en 2006, en el Festival de Roma.

## Sinopsis
Basada en una historia real, sucedida en una villa de la Toscana a inicios de la década de los setenta, Rojo como el cielo cuenta parte de la vida de Mirco, un niño de 10 años, obsesionado con las películas. Un día, sufre un accidente con un rifle, que lo deja permanentemente sin vista. Es enviado a un colegio especial para personas invidentes, pues en esta época los niños discapacitados son obligados a estudiar separadamente de los demás . Mirco se encierra en sí mismo y cree que volverá a ver. Un día conoce a Felice, un niño que nació ciego y quien le pregunta a Mirco cómo son los colores. Él le responde que los colores son como representaciones que uno puede sentir (ejemplo: el color café lo representa con la corteza de los árboles; el azul con ir en bicicleta mientras el viento te golpea en la cara, entre otros ejemplos). Pronto se vuelven amigos. 
Un día, el profesor de Mirco le pide a la clase un ensayo sobre la naturaleza, pero el niño tiene pensado hacer otra cosa. Le pide ayuda a su amigo Felice, pero para ello necesitan una grabadora que está resguardada en la oficina del director. Una vez que la consiguen, junto con las cintas, Mirco graba los sonidos que pueden ayudarle con su trabajo; por ejemplo: el ruido de la regadera, el sonido del viento y el canto de los pájaros, entre otras cosas. Todo esto lo lleva a cabo con la ayuda de su amigo. Una vez editado, el niño se lo presenta a una niña, Francesca, quien es hija del conserje y todas las tardes escucha la radio en su estación favorita; ahí relatan historias de aventura y fantasía. Ambos se vuelven amigos; tiempo después, una tarde se escapan para irse al teatro a ver una película, porque Francesca nunca ha visto alguna. Su intención es entrar sin pagar la entrada; sin embargo, son descubiertos por el guardia, quien los echa del lugar. 
Después de que el profesor escucha la cinta de Mirco sobre la naturaleza, llama al director para saber cómo calificar al niño. Tanto Mirco como el profesor esperan que el director se sorprendiera, pero sucede todo lo contrario: además de regañarlo por haber tomado la grabadora sin permiso, también se le reprende por no haber hecho el ensayo como se le había solicitado. Mirco entristece y evita ir a clases; incluso deja de hablar con los demás, solo se queda en su cama sin hacer nada. Su profesor no se queda de brazos cruzados y le regala una grabadora, diciéndole que siga con sus cuentos, ya que sabe que tiene un gran talento oculto. 
Pronto a Mirco le viene una gran idea: hacer un cuento y contarla como lo hacen en la radio. Junto con Francesca, Felice y el resto de sus compañeros de clase, quienes poco a poco se integran para ayudar a hacer el cuento, a partir de los dictados de su imaginación y el sonido de objetos a su alcance. Empiezan a hacer un cuento de aventuras y magia, pero pronto son descubiertos por una de las monjas y son llevados a la oficina del director, quien intuye que el responsable de todo aquello es Mirco. Lo castiga quitándole la grabadora y no dejándolo participar en el recital que se hace todos los años en el colegio para recaudar fondos. 
Al saber tal castigo, el profesor de Mirco en seguida se dirige a la oficina del director, donde empieza una disputa. El director con su mente cerrada de que los niños no tendrán una vida "normal", ya que no son aceptados ante las demás personas. El profesor le dice que no se ha dado cuenta de que los niños pueden hacer las mismas cosas que quienes cuentan con el sentido de la vista, solo que no se les ha dado la oportunidad y le pide que Mirco se encargue de dirigir y participar en el recital. El director acepta, ya que están bajos de presupuesto y el recital es la única manera de evitar que el colegio cierre. Feliz, el profesor le comunica a Mirco la gran noticia, levantando los ánimos del entristecido muchacho.
El día del recital, cuando los adultos entran al pequeño teatro del colegio, les entregan una banda negra para que se tapen los ojos a la hora de empezar. El recital comienza y todos los asistentes quedan maravillados, al ser la primera que acuden a un recital donde solo hay que escuchar e imaginarse cómo es cada ruido que se presenta; como si estuvieran tomando el lugar de una persona que no puede ver. Al final del recital, todos aplauden, inclusive los padres de los niños y, entre ellos, los padres de Mirco, quienes deciden llevárselo a casa en vacaciones de verano. Una vez ahí, Mirco se encontrará con su antiguos amigos de juegos quienes lo tratan como si nada hubiera sucedido y Mirco no hubiera perdido la vista. Aunque Mirco nunca vuelve a ver, se convierte en uno de los más famosos editores de sonido.

## Reparto
- Luca Capriotti es Mirco.
- Simone Gulli es Felice.
- Francesca Maturanza es Francesca.
- Paolo Sansanelli es don Giulio.
- Michele Iorio es Giacomo.

## Recepción
Rojo como el cielo tuvo, en general, una buena acogida por parte del público y los críticos.
El periódico El Universal, dijo: 

«La cinta evita caer en el 'melodrama gratuito' y, de esta forma, consigue convertirse en una alternativa 'entretenida, emotiva y profundamente sensible'»
El universal